# Гамбіт Блекмара — Димера
Гамбіт Блекмара — Димера — шаховий дебют, різновид дебюту ферзевих пішаків. Починається ходами:
1. d2-d4 d7-d5 
 2. Кb1-c3 Кg8-f6 
 3. e2-e4

## Історія
Дебют запропонований німецьким майстром Емілем Димером (1908—1990) з метою посилення гамбіту Блекмара, основна ідея якого полягала в тому, що після 1. d2-d4 d7-d5 2. e2-e4 d5: e4 3. f2-f3 гра продовжиться шляхом 3. … e4: f3 4. Кg1-f3, після чого білі отримають перевагу в розвитку і відкриті лінії, що гарантують їм перевагу в обмін за пожертвуваного пішака. Гамбіт, однак, поширення не отримав, так як йому було знайдено ефективне спростування 3. … e7-e5!
У 1932 році Е. Димер запропонував додати в гамбіт Блекмара ходи Кb1-c3 і Кg8-f6, що дозволило збагатити дебют новими ідеями і зробити марним випад чорних e7-e5 (див. Розділ «Варіанти»). У такому вигляді гамбіт став частіше застосовуватися на практиці. Шаховий світ, проте, сприйняв новий дебют скептично: гамбіт Блекмара - Димера не публікувався в авторитетних довідниках і не застосовувався провідними шахістами. У той же час дебют став популярний серед любителів, широко застосовувався в турнірах класу «В». Відомо, що пастор баптистської церкви в Вермонті Тім Сойєр після детального аналізу гамбіту видав 400-сторінкову монографію, присвячену даному дебюту.
Сучасна теорія розглядає гамбіт Блекмара - Димера як гострий дебют, що дозволяє чорним при точній грі отримати дебютну перевагу. Внаслідок цього дебют в турнірній практиці зустрічається нечасто, проте в грі проти новачків може привести до ефектного і успішного результату.

## Варіанти
|   | a | b | c | d | e | f | g | h |   |
| 8 | a8 чорна тура · b8 чорний кінь · c8 чорний слон · d8 чорний ферзь · e8 чорний король · f8 чорний слон · h8 чорна тура · a7 чорний пішак · b7 чорний пішак · c7 чорний пішак · e7 чорний пішак · f7 чорний пішак · g7 чорний пішак · h7 чорний пішак · f6 чорний кінь · d4 білий пішак · e4 чорний пішак · c3 білий кінь · f3 білий пішак · a2 білий пішак · b2 білий пішак · c2 білий пішак · g2 білий пішак · h2 білий пішак · a1 біла тура · c1 білий слон · d1 білий ферзь · e1 білий король · f1 білий слон · g1 білий кінь · h1 біла тура | a8 чорна тура · b8 чорний кінь · c8 чорний слон · d8 чорний ферзь · e8 чорний король · f8 чорний слон · h8 чорна тура · a7 чорний пішак · b7 чорний пішак · c7 чорний пішак · e7 чорний пішак · f7 чорний пішак · g7 чорний пішак · h7 чорний пішак · f6 чорний кінь · d4 білий пішак · e4 чорний пішак · c3 білий кінь · f3 білий пішак · a2 білий пішак · b2 білий пішак · c2 білий пішак · g2 білий пішак · h2 білий пішак · a1 біла тура · c1 білий слон · d1 білий ферзь · e1 білий король · f1 білий слон · g1 білий кінь · h1 біла тура | a8 чорна тура · b8 чорний кінь · c8 чорний слон · d8 чорний ферзь · e8 чорний король · f8 чорний слон · h8 чорна тура · a7 чорний пішак · b7 чорний пішак · c7 чорний пішак · e7 чорний пішак · f7 чорний пішак · g7 чорний пішак · h7 чорний пішак · f6 чорний кінь · d4 білий пішак · e4 чорний пішак · c3 білий кінь · f3 білий пішак · a2 білий пішак · b2 білий пішак · c2 білий пішак · g2 білий пішак · h2 білий пішак · a1 біла тура · c1 білий слон · d1 білий ферзь · e1 білий король · f1 білий слон · g1 білий кінь · h1 біла тура | a8 чорна тура · b8 чорний кінь · c8 чорний слон · d8 чорний ферзь · e8 чорний король · f8 чорний слон · h8 чорна тура · a7 чорний пішак · b7 чорний пішак · c7 чорний пішак · e7 чорний пішак · f7 чорний пішак · g7 чорний пішак · h7 чорний пішак · f6 чорний кінь · d4 білий пішак · e4 чорний пішак · c3 білий кінь · f3 білий пішак · a2 білий пішак · b2 білий пішак · c2 білий пішак · g2 білий пішак · h2 білий пішак · a1 біла тура · c1 білий слон · d1 білий ферзь · e1 білий король · f1 білий слон · g1 білий кінь · h1 біла тура | a8 чорна тура · b8 чорний кінь · c8 чорний слон · d8 чорний ферзь · e8 чорний король · f8 чорний слон · h8 чорна тура · a7 чорний пішак · b7 чорний пішак · c7 чорний пішак · e7 чорний пішак · f7 чорний пішак · g7 чорний пішак · h7 чорний пішак · f6 чорний кінь · d4 білий пішак · e4 чорний пішак · c3 білий кінь · f3 білий пішак · a2 білий пішак · b2 білий пішак · c2 білий пішак · g2 білий пішак · h2 білий пішак · a1 біла тура · c1 білий слон · d1 білий ферзь · e1 білий король · f1 білий слон · g1 білий кінь · h1 біла тура | a8 чорна тура · b8 чорний кінь · c8 чорний слон · d8 чорний ферзь · e8 чорний король · f8 чорний слон · h8 чорна тура · a7 чорний пішак · b7 чорний пішак · c7 чорний пішак · e7 чорний пішак · f7 чорний пішак · g7 чорний пішак · h7 чорний пішак · f6 чорний кінь · d4 білий пішак · e4 чорний пішак · c3 білий кінь · f3 білий пішак · a2 білий пішак · b2 білий пішак · c2 білий пішак · g2 білий пішак · h2 білий пішак · a1 біла тура · c1 білий слон · d1 білий ферзь · e1 білий король · f1 білий слон · g1 білий кінь · h1 біла тура | a8 чорна тура · b8 чорний кінь · c8 чорний слон · d8 чорний ферзь · e8 чорний король · f8 чорний слон · h8 чорна тура · a7 чорний пішак · b7 чорний пішак · c7 чорний пішак · e7 чорний пішак · f7 чорний пішак · g7 чорний пішак · h7 чорний пішак · f6 чорний кінь · d4 білий пішак · e4 чорний пішак · c3 білий кінь · f3 білий пішак · a2 білий пішак · b2 білий пішак · c2 білий пішак · g2 білий пішак · h2 білий пішак · a1 біла тура · c1 білий слон · d1 білий ферзь · e1 білий король · f1 білий слон · g1 білий кінь · h1 біла тура | a8 чорна тура · b8 чорний кінь · c8 чорний слон · d8 чорний ферзь · e8 чорний король · f8 чорний слон · h8 чорна тура · a7 чорний пішак · b7 чорний пішак · c7 чорний пішак · e7 чорний пішак · f7 чорний пішак · g7 чорний пішак · h7 чорний пішак · f6 чорний кінь · d4 білий пішак · e4 чорний пішак · c3 білий кінь · f3 білий пішак · a2 білий пішак · b2 білий пішак · c2 білий пішак · g2 білий пішак · h2 білий пішак · a1 біла тура · c1 білий слон · d1 білий ферзь · e1 білий король · f1 білий слон · g1 білий кінь · h1 біла тура | 8 |
| 7 | a8 чорна тура · b8 чорний кінь · c8 чорний слон · d8 чорний ферзь · e8 чорний король · f8 чорний слон · h8 чорна тура · a7 чорний пішак · b7 чорний пішак · c7 чорний пішак · e7 чорний пішак · f7 чорний пішак · g7 чорний пішак · h7 чорний пішак · f6 чорний кінь · d4 білий пішак · e4 чорний пішак · c3 білий кінь · f3 білий пішак · a2 білий пішак · b2 білий пішак · c2 білий пішак · g2 білий пішак · h2 білий пішак · a1 біла тура · c1 білий слон · d1 білий ферзь · e1 білий король · f1 білий слон · g1 білий кінь · h1 біла тура | a8 чорна тура · b8 чорний кінь · c8 чорний слон · d8 чорний ферзь · e8 чорний король · f8 чорний слон · h8 чорна тура · a7 чорний пішак · b7 чорний пішак · c7 чорний пішак · e7 чорний пішак · f7 чорний пішак · g7 чорний пішак · h7 чорний пішак · f6 чорний кінь · d4 білий пішак · e4 чорний пішак · c3 білий кінь · f3 білий пішак · a2 білий пішак · b2 білий пішак · c2 білий пішак · g2 білий пішак · h2 білий пішак · a1 біла тура · c1 білий слон · d1 білий ферзь · e1 білий король · f1 білий слон · g1 білий кінь · h1 біла тура | a8 чорна тура · b8 чорний кінь · c8 чорний слон · d8 чорний ферзь · e8 чорний король · f8 чорний слон · h8 чорна тура · a7 чорний пішак · b7 чорний пішак · c7 чорний пішак · e7 чорний пішак · f7 чорний пішак · g7 чорний пішак · h7 чорний пішак · f6 чорний кінь · d4 білий пішак · e4 чорний пішак · c3 білий кінь · f3 білий пішак · a2 білий пішак · b2 білий пішак · c2 білий пішак · g2 білий пішак · h2 білий пішак · a1 біла тура · c1 білий слон · d1 білий ферзь · e1 білий король · f1 білий слон · g1 білий кінь · h1 біла тура | a8 чорна тура · b8 чорний кінь · c8 чорний слон · d8 чорний ферзь · e8 чорний король · f8 чорний слон · h8 чорна тура · a7 чорний пішак · b7 чорний пішак · c7 чорний пішак · e7 чорний пішак · f7 чорний пішак · g7 чорний пішак · h7 чорний пішак · f6 чорний кінь · d4 білий пішак · e4 чорний пішак · c3 білий кінь · f3 білий пішак · a2 білий пішак · b2 білий пішак · c2 білий пішак · g2 білий пішак · h2 білий пішак · a1 біла тура · c1 білий слон · d1 білий ферзь · e1 білий король · f1 білий слон · g1 білий кінь · h1 біла тура | a8 чорна тура · b8 чорний кінь · c8 чорний слон · d8 чорний ферзь · e8 чорний король · f8 чорний слон · h8 чорна тура · a7 чорний пішак · b7 чорний пішак · c7 чорний пішак · e7 чорний пішак · f7 чорний пішак · g7 чорний пішак · h7 чорний пішак · f6 чорний кінь · d4 білий пішак · e4 чорний пішак · c3 білий кінь · f3 білий пішак · a2 білий пішак · b2 білий пішак · c2 білий пішак · g2 білий пішак · h2 білий пішак · a1 біла тура · c1 білий слон · d1 білий ферзь · e1 білий король · f1 білий слон · g1 білий кінь · h1 біла тура | a8 чорна тура · b8 чорний кінь · c8 чорний слон · d8 чорний ферзь · e8 чорний король · f8 чорний слон · h8 чорна тура · a7 чорний пішак · b7 чорний пішак · c7 чорний пішак · e7 чорний пішак · f7 чорний пішак · g7 чорний пішак · h7 чорний пішак · f6 чорний кінь · d4 білий пішак · e4 чорний пішак · c3 білий кінь · f3 білий пішак · a2 білий пішак · b2 білий пішак · c2 білий пішак · g2 білий пішак · h2 білий пішак · a1 біла тура · c1 білий слон · d1 білий ферзь · e1 білий король · f1 білий слон · g1 білий кінь · h1 біла тура | a8 чорна тура · b8 чорний кінь · c8 чорний слон · d8 чорний ферзь · e8 чорний король · f8 чорний слон · h8 чорна тура · a7 чорний пішак · b7 чорний пішак · c7 чорний пішак · e7 чорний пішак · f7 чорний пішак · g7 чорний пішак · h7 чорний пішак · f6 чорний кінь · d4 білий пішак · e4 чорний пішак · c3 білий кінь · f3 білий пішак · a2 білий пішак · b2 білий пішак · c2 білий пішак · g2 білий пішак · h2 білий пішак · a1 біла тура · c1 білий слон · d1 білий ферзь · e1 білий король · f1 білий слон · g1 білий кінь · h1 біла тура | a8 чорна тура · b8 чорний кінь · c8 чорний слон · d8 чорний ферзь · e8 чорний король · f8 чорний слон · h8 чорна тура · a7 чорний пішак · b7 чорний пішак · c7 чорний пішак · e7 чорний пішак · f7 чорний пішак · g7 чорний пішак · h7 чорний пішак · f6 чорний кінь · d4 білий пішак · e4 чорний пішак · c3 білий кінь · f3 білий пішак · a2 білий пішак · b2 білий пішак · c2 білий пішак · g2 білий пішак · h2 білий пішак · a1 біла тура · c1 білий слон · d1 білий ферзь · e1 білий король · f1 білий слон · g1 білий кінь · h1 біла тура | 7 |
| 6 | a8 чорна тура · b8 чорний кінь · c8 чорний слон · d8 чорний ферзь · e8 чорний король · f8 чорний слон · h8 чорна тура · a7 чорний пішак · b7 чорний пішак · c7 чорний пішак · e7 чорний пішак · f7 чорний пішак · g7 чорний пішак · h7 чорний пішак · f6 чорний кінь · d4 білий пішак · e4 чорний пішак · c3 білий кінь · f3 білий пішак · a2 білий пішак · b2 білий пішак · c2 білий пішак · g2 білий пішак · h2 білий пішак · a1 біла тура · c1 білий слон · d1 білий ферзь · e1 білий король · f1 білий слон · g1 білий кінь · h1 біла тура | a8 чорна тура · b8 чорний кінь · c8 чорний слон · d8 чорний ферзь · e8 чорний король · f8 чорний слон · h8 чорна тура · a7 чорний пішак · b7 чорний пішак · c7 чорний пішак · e7 чорний пішак · f7 чорний пішак · g7 чорний пішак · h7 чорний пішак · f6 чорний кінь · d4 білий пішак · e4 чорний пішак · c3 білий кінь · f3 білий пішак · a2 білий пішак · b2 білий пішак · c2 білий пішак · g2 білий пішак · h2 білий пішак · a1 біла тура · c1 білий слон · d1 білий ферзь · e1 білий король · f1 білий слон · g1 білий кінь · h1 біла тура | a8 чорна тура · b8 чорний кінь · c8 чорний слон · d8 чорний ферзь · e8 чорний король · f8 чорний слон · h8 чорна тура · a7 чорний пішак · b7 чорний пішак · c7 чорний пішак · e7 чорний пішак · f7 чорний пішак · g7 чорний пішак · h7 чорний пішак · f6 чорний кінь · d4 білий пішак · e4 чорний пішак · c3 білий кінь · f3 білий пішак · a2 білий пішак · b2 білий пішак · c2 білий пішак · g2 білий пішак · h2 білий пішак · a1 біла тура · c1 білий слон · d1 білий ферзь · e1 білий король · f1 білий слон · g1 білий кінь · h1 біла тура | a8 чорна тура · b8 чорний кінь · c8 чорний слон · d8 чорний ферзь · e8 чорний король · f8 чорний слон · h8 чорна тура · a7 чорний пішак · b7 чорний пішак · c7 чорний пішак · e7 чорний пішак · f7 чорний пішак · g7 чорний пішак · h7 чорний пішак · f6 чорний кінь · d4 білий пішак · e4 чорний пішак · c3 білий кінь · f3 білий пішак · a2 білий пішак · b2 білий пішак · c2 білий пішак · g2 білий пішак · h2 білий пішак · a1 біла тура · c1 білий слон · d1 білий ферзь · e1 білий король · f1 білий слон · g1 білий кінь · h1 біла тура | a8 чорна тура · b8 чорний кінь · c8 чорний слон · d8 чорний ферзь · e8 чорний король · f8 чорний слон · h8 чорна тура · a7 чорний пішак · b7 чорний пішак · c7 чорний пішак · e7 чорний пішак · f7 чорний пішак · g7 чорний пішак · h7 чорний пішак · f6 чорний кінь · d4 білий пішак · e4 чорний пішак · c3 білий кінь · f3 білий пішак · a2 білий пішак · b2 білий пішак · c2 білий пішак · g2 білий пішак · h2 білий пішак · a1 біла тура · c1 білий слон · d1 білий ферзь · e1 білий король · f1 білий слон · g1 білий кінь · h1 біла тура | a8 чорна тура · b8 чорний кінь · c8 чорний слон · d8 чорний ферзь · e8 чорний король · f8 чорний слон · h8 чорна тура · a7 чорний пішак · b7 чорний пішак · c7 чорний пішак · e7 чорний пішак · f7 чорний пішак · g7 чорний пішак · h7 чорний пішак · f6 чорний кінь · d4 білий пішак · e4 чорний пішак · c3 білий кінь · f3 білий пішак · a2 білий пішак · b2 білий пішак · c2 білий пішак · g2 білий пішак · h2 білий пішак · a1 біла тура · c1 білий слон · d1 білий ферзь · e1 білий король · f1 білий слон · g1 білий кінь · h1 біла тура | a8 чорна тура · b8 чорний кінь · c8 чорний слон · d8 чорний ферзь · e8 чорний король · f8 чорний слон · h8 чорна тура · a7 чорний пішак · b7 чорний пішак · c7 чорний пішак · e7 чорний пішак · f7 чорний пішак · g7 чорний пішак · h7 чорний пішак · f6 чорний кінь · d4 білий пішак · e4 чорний пішак · c3 білий кінь · f3 білий пішак · a2 білий пішак · b2 білий пішак · c2 білий пішак · g2 білий пішак · h2 білий пішак · a1 біла тура · c1 білий слон · d1 білий ферзь · e1 білий король · f1 білий слон · g1 білий кінь · h1 біла тура | a8 чорна тура · b8 чорний кінь · c8 чорний слон · d8 чорний ферзь · e8 чорний король · f8 чорний слон · h8 чорна тура · a7 чорний пішак · b7 чорний пішак · c7 чорний пішак · e7 чорний пішак · f7 чорний пішак · g7 чорний пішак · h7 чорний пішак · f6 чорний кінь · d4 білий пішак · e4 чорний пішак · c3 білий кінь · f3 білий пішак · a2 білий пішак · b2 білий пішак · c2 білий пішак · g2 білий пішак · h2 білий пішак · a1 біла тура · c1 білий слон · d1 білий ферзь · e1 білий король · f1 білий слон · g1 білий кінь · h1 біла тура | 6 |
| 5 | a8 чорна тура · b8 чорний кінь · c8 чорний слон · d8 чорний ферзь · e8 чорний король · f8 чорний слон · h8 чорна тура · a7 чорний пішак · b7 чорний пішак · c7 чорний пішак · e7 чорний пішак · f7 чорний пішак · g7 чорний пішак · h7 чорний пішак · f6 чорний кінь · d4 білий пішак · e4 чорний пішак · c3 білий кінь · f3 білий пішак · a2 білий пішак · b2 білий пішак · c2 білий пішак · g2 білий пішак · h2 білий пішак · a1 біла тура · c1 білий слон · d1 білий ферзь · e1 білий король · f1 білий слон · g1 білий кінь · h1 біла тура | a8 чорна тура · b8 чорний кінь · c8 чорний слон · d8 чорний ферзь · e8 чорний король · f8 чорний слон · h8 чорна тура · a7 чорний пішак · b7 чорний пішак · c7 чорний пішак · e7 чорний пішак · f7 чорний пішак · g7 чорний пішак · h7 чорний пішак · f6 чорний кінь · d4 білий пішак · e4 чорний пішак · c3 білий кінь · f3 білий пішак · a2 білий пішак · b2 білий пішак · c2 білий пішак · g2 білий пішак · h2 білий пішак · a1 біла тура · c1 білий слон · d1 білий ферзь · e1 білий король · f1 білий слон · g1 білий кінь · h1 біла тура | a8 чорна тура · b8 чорний кінь · c8 чорний слон · d8 чорний ферзь · e8 чорний король · f8 чорний слон · h8 чорна тура · a7 чорний пішак · b7 чорний пішак · c7 чорний пішак · e7 чорний пішак · f7 чорний пішак · g7 чорний пішак · h7 чорний пішак · f6 чорний кінь · d4 білий пішак · e4 чорний пішак · c3 білий кінь · f3 білий пішак · a2 білий пішак · b2 білий пішак · c2 білий пішак · g2 білий пішак · h2 білий пішак · a1 біла тура · c1 білий слон · d1 білий ферзь · e1 білий король · f1 білий слон · g1 білий кінь · h1 біла тура | a8 чорна тура · b8 чорний кінь · c8 чорний слон · d8 чорний ферзь · e8 чорний король · f8 чорний слон · h8 чорна тура · a7 чорний пішак · b7 чорний пішак · c7 чорний пішак · e7 чорний пішак · f7 чорний пішак · g7 чорний пішак · h7 чорний пішак · f6 чорний кінь · d4 білий пішак · e4 чорний пішак · c3 білий кінь · f3 білий пішак · a2 білий пішак · b2 білий пішак · c2 білий пішак · g2 білий пішак · h2 білий пішак · a1 біла тура · c1 білий слон · d1 білий ферзь · e1 білий король · f1 білий слон · g1 білий кінь · h1 біла тура | a8 чорна тура · b8 чорний кінь · c8 чорний слон · d8 чорний ферзь · e8 чорний король · f8 чорний слон · h8 чорна тура · a7 чорний пішак · b7 чорний пішак · c7 чорний пішак · e7 чорний пішак · f7 чорний пішак · g7 чорний пішак · h7 чорний пішак · f6 чорний кінь · d4 білий пішак · e4 чорний пішак · c3 білий кінь · f3 білий пішак · a2 білий пішак · b2 білий пішак · c2 білий пішак · g2 білий пішак · h2 білий пішак · a1 біла тура · c1 білий слон · d1 білий ферзь · e1 білий король · f1 білий слон · g1 білий кінь · h1 біла тура | a8 чорна тура · b8 чорний кінь · c8 чорний слон · d8 чорний ферзь · e8 чорний король · f8 чорний слон · h8 чорна тура · a7 чорний пішак · b7 чорний пішак · c7 чорний пішак · e7 чорний пішак · f7 чорний пішак · g7 чорний пішак · h7 чорний пішак · f6 чорний кінь · d4 білий пішак · e4 чорний пішак · c3 білий кінь · f3 білий пішак · a2 білий пішак · b2 білий пішак · c2 білий пішак · g2 білий пішак · h2 білий пішак · a1 біла тура · c1 білий слон · d1 білий ферзь · e1 білий король · f1 білий слон · g1 білий кінь · h1 біла тура | a8 чорна тура · b8 чорний кінь · c8 чорний слон · d8 чорний ферзь · e8 чорний король · f8 чорний слон · h8 чорна тура · a7 чорний пішак · b7 чорний пішак · c7 чорний пішак · e7 чорний пішак · f7 чорний пішак · g7 чорний пішак · h7 чорний пішак · f6 чорний кінь · d4 білий пішак · e4 чорний пішак · c3 білий кінь · f3 білий пішак · a2 білий пішак · b2 білий пішак · c2 білий пішак · g2 білий пішак · h2 білий пішак · a1 біла тура · c1 білий слон · d1 білий ферзь · e1 білий король · f1 білий слон · g1 білий кінь · h1 біла тура | a8 чорна тура · b8 чорний кінь · c8 чорний слон · d8 чорний ферзь · e8 чорний король · f8 чорний слон · h8 чорна тура · a7 чорний пішак · b7 чорний пішак · c7 чорний пішак · e7 чорний пішак · f7 чорний пішак · g7 чорний пішак · h7 чорний пішак · f6 чорний кінь · d4 білий пішак · e4 чорний пішак · c3 білий кінь · f3 білий пішак · a2 білий пішак · b2 білий пішак · c2 білий пішак · g2 білий пішак · h2 білий пішак · a1 біла тура · c1 білий слон · d1 білий ферзь · e1 білий король · f1 білий слон · g1 білий кінь · h1 біла тура | 5 |
| 4 | a8 чорна тура · b8 чорний кінь · c8 чорний слон · d8 чорний ферзь · e8 чорний король · f8 чорний слон · h8 чорна тура · a7 чорний пішак · b7 чорний пішак · c7 чорний пішак · e7 чорний пішак · f7 чорний пішак · g7 чорний пішак · h7 чорний пішак · f6 чорний кінь · d4 білий пішак · e4 чорний пішак · c3 білий кінь · f3 білий пішак · a2 білий пішак · b2 білий пішак · c2 білий пішак · g2 білий пішак · h2 білий пішак · a1 біла тура · c1 білий слон · d1 білий ферзь · e1 білий король · f1 білий слон · g1 білий кінь · h1 біла тура | a8 чорна тура · b8 чорний кінь · c8 чорний слон · d8 чорний ферзь · e8 чорний король · f8 чорний слон · h8 чорна тура · a7 чорний пішак · b7 чорний пішак · c7 чорний пішак · e7 чорний пішак · f7 чорний пішак · g7 чорний пішак · h7 чорний пішак · f6 чорний кінь · d4 білий пішак · e4 чорний пішак · c3 білий кінь · f3 білий пішак · a2 білий пішак · b2 білий пішак · c2 білий пішак · g2 білий пішак · h2 білий пішак · a1 біла тура · c1 білий слон · d1 білий ферзь · e1 білий король · f1 білий слон · g1 білий кінь · h1 біла тура | a8 чорна тура · b8 чорний кінь · c8 чорний слон · d8 чорний ферзь · e8 чорний король · f8 чорний слон · h8 чорна тура · a7 чорний пішак · b7 чорний пішак · c7 чорний пішак · e7 чорний пішак · f7 чорний пішак · g7 чорний пішак · h7 чорний пішак · f6 чорний кінь · d4 білий пішак · e4 чорний пішак · c3 білий кінь · f3 білий пішак · a2 білий пішак · b2 білий пішак · c2 білий пішак · g2 білий пішак · h2 білий пішак · a1 біла тура · c1 білий слон · d1 білий ферзь · e1 білий король · f1 білий слон · g1 білий кінь · h1 біла тура | a8 чорна тура · b8 чорний кінь · c8 чорний слон · d8 чорний ферзь · e8 чорний король · f8 чорний слон · h8 чорна тура · a7 чорний пішак · b7 чорний пішак · c7 чорний пішак · e7 чорний пішак · f7 чорний пішак · g7 чорний пішак · h7 чорний пішак · f6 чорний кінь · d4 білий пішак · e4 чорний пішак · c3 білий кінь · f3 білий пішак · a2 білий пішак · b2 білий пішак · c2 білий пішак · g2 білий пішак · h2 білий пішак · a1 біла тура · c1 білий слон · d1 білий ферзь · e1 білий король · f1 білий слон · g1 білий кінь · h1 біла тура | a8 чорна тура · b8 чорний кінь · c8 чорний слон · d8 чорний ферзь · e8 чорний король · f8 чорний слон · h8 чорна тура · a7 чорний пішак · b7 чорний пішак · c7 чорний пішак · e7 чорний пішак · f7 чорний пішак · g7 чорний пішак · h7 чорний пішак · f6 чорний кінь · d4 білий пішак · e4 чорний пішак · c3 білий кінь · f3 білий пішак · a2 білий пішак · b2 білий пішак · c2 білий пішак · g2 білий пішак · h2 білий пішак · a1 біла тура · c1 білий слон · d1 білий ферзь · e1 білий король · f1 білий слон · g1 білий кінь · h1 біла тура | a8 чорна тура · b8 чорний кінь · c8 чорний слон · d8 чорний ферзь · e8 чорний король · f8 чорний слон · h8 чорна тура · a7 чорний пішак · b7 чорний пішак · c7 чорний пішак · e7 чорний пішак · f7 чорний пішак · g7 чорний пішак · h7 чорний пішак · f6 чорний кінь · d4 білий пішак · e4 чорний пішак · c3 білий кінь · f3 білий пішак · a2 білий пішак · b2 білий пішак · c2 білий пішак · g2 білий пішак · h2 білий пішак · a1 біла тура · c1 білий слон · d1 білий ферзь · e1 білий король · f1 білий слон · g1 білий кінь · h1 біла тура | a8 чорна тура · b8 чорний кінь · c8 чорний слон · d8 чорний ферзь · e8 чорний король · f8 чорний слон · h8 чорна тура · a7 чорний пішак · b7 чорний пішак · c7 чорний пішак · e7 чорний пішак · f7 чорний пішак · g7 чорний пішак · h7 чорний пішак · f6 чорний кінь · d4 білий пішак · e4 чорний пішак · c3 білий кінь · f3 білий пішак · a2 білий пішак · b2 білий пішак · c2 білий пішак · g2 білий пішак · h2 білий пішак · a1 біла тура · c1 білий слон · d1 білий ферзь · e1 білий король · f1 білий слон · g1 білий кінь · h1 біла тура | a8 чорна тура · b8 чорний кінь · c8 чорний слон · d8 чорний ферзь · e8 чорний король · f8 чорний слон · h8 чорна тура · a7 чорний пішак · b7 чорний пішак · c7 чорний пішак · e7 чорний пішак · f7 чорний пішак · g7 чорний пішак · h7 чорний пішак · f6 чорний кінь · d4 білий пішак · e4 чорний пішак · c3 білий кінь · f3 білий пішак · a2 білий пішак · b2 білий пішак · c2 білий пішак · g2 білий пішак · h2 білий пішак · a1 біла тура · c1 білий слон · d1 білий ферзь · e1 білий король · f1 білий слон · g1 білий кінь · h1 біла тура | 4 |
| 3 | a8 чорна тура · b8 чорний кінь · c8 чорний слон · d8 чорний ферзь · e8 чорний король · f8 чорний слон · h8 чорна тура · a7 чорний пішак · b7 чорний пішак · c7 чорний пішак · e7 чорний пішак · f7 чорний пішак · g7 чорний пішак · h7 чорний пішак · f6 чорний кінь · d4 білий пішак · e4 чорний пішак · c3 білий кінь · f3 білий пішак · a2 білий пішак · b2 білий пішак · c2 білий пішак · g2 білий пішак · h2 білий пішак · a1 біла тура · c1 білий слон · d1 білий ферзь · e1 білий король · f1 білий слон · g1 білий кінь · h1 біла тура | a8 чорна тура · b8 чорний кінь · c8 чорний слон · d8 чорний ферзь · e8 чорний король · f8 чорний слон · h8 чорна тура · a7 чорний пішак · b7 чорний пішак · c7 чорний пішак · e7 чорний пішак · f7 чорний пішак · g7 чорний пішак · h7 чорний пішак · f6 чорний кінь · d4 білий пішак · e4 чорний пішак · c3 білий кінь · f3 білий пішак · a2 білий пішак · b2 білий пішак · c2 білий пішак · g2 білий пішак · h2 білий пішак · a1 біла тура · c1 білий слон · d1 білий ферзь · e1 білий король · f1 білий слон · g1 білий кінь · h1 біла тура | a8 чорна тура · b8 чорний кінь · c8 чорний слон · d8 чорний ферзь · e8 чорний король · f8 чорний слон · h8 чорна тура · a7 чорний пішак · b7 чорний пішак · c7 чорний пішак · e7 чорний пішак · f7 чорний пішак · g7 чорний пішак · h7 чорний пішак · f6 чорний кінь · d4 білий пішак · e4 чорний пішак · c3 білий кінь · f3 білий пішак · a2 білий пішак · b2 білий пішак · c2 білий пішак · g2 білий пішак · h2 білий пішак · a1 біла тура · c1 білий слон · d1 білий ферзь · e1 білий король · f1 білий слон · g1 білий кінь · h1 біла тура | a8 чорна тура · b8 чорний кінь · c8 чорний слон · d8 чорний ферзь · e8 чорний король · f8 чорний слон · h8 чорна тура · a7 чорний пішак · b7 чорний пішак · c7 чорний пішак · e7 чорний пішак · f7 чорний пішак · g7 чорний пішак · h7 чорний пішак · f6 чорний кінь · d4 білий пішак · e4 чорний пішак · c3 білий кінь · f3 білий пішак · a2 білий пішак · b2 білий пішак · c2 білий пішак · g2 білий пішак · h2 білий пішак · a1 біла тура · c1 білий слон · d1 білий ферзь · e1 білий король · f1 білий слон · g1 білий кінь · h1 біла тура | a8 чорна тура · b8 чорний кінь · c8 чорний слон · d8 чорний ферзь · e8 чорний король · f8 чорний слон · h8 чорна тура · a7 чорний пішак · b7 чорний пішак · c7 чорний пішак · e7 чорний пішак · f7 чорний пішак · g7 чорний пішак · h7 чорний пішак · f6 чорний кінь · d4 білий пішак · e4 чорний пішак · c3 білий кінь · f3 білий пішак · a2 білий пішак · b2 білий пішак · c2 білий пішак · g2 білий пішак · h2 білий пішак · a1 біла тура · c1 білий слон · d1 білий ферзь · e1 білий король · f1 білий слон · g1 білий кінь · h1 біла тура | a8 чорна тура · b8 чорний кінь · c8 чорний слон · d8 чорний ферзь · e8 чорний король · f8 чорний слон · h8 чорна тура · a7 чорний пішак · b7 чорний пішак · c7 чорний пішак · e7 чорний пішак · f7 чорний пішак · g7 чорний пішак · h7 чорний пішак · f6 чорний кінь · d4 білий пішак · e4 чорний пішак · c3 білий кінь · f3 білий пішак · a2 білий пішак · b2 білий пішак · c2 білий пішак · g2 білий пішак · h2 білий пішак · a1 біла тура · c1 білий слон · d1 білий ферзь · e1 білий король · f1 білий слон · g1 білий кінь · h1 біла тура | a8 чорна тура · b8 чорний кінь · c8 чорний слон · d8 чорний ферзь · e8 чорний король · f8 чорний слон · h8 чорна тура · a7 чорний пішак · b7 чорний пішак · c7 чорний пішак · e7 чорний пішак · f7 чорний пішак · g7 чорний пішак · h7 чорний пішак · f6 чорний кінь · d4 білий пішак · e4 чорний пішак · c3 білий кінь · f3 білий пішак · a2 білий пішак · b2 білий пішак · c2 білий пішак · g2 білий пішак · h2 білий пішак · a1 біла тура · c1 білий слон · d1 білий ферзь · e1 білий король · f1 білий слон · g1 білий кінь · h1 біла тура | a8 чорна тура · b8 чорний кінь · c8 чорний слон · d8 чорний ферзь · e8 чорний король · f8 чорний слон · h8 чорна тура · a7 чорний пішак · b7 чорний пішак · c7 чорний пішак · e7 чорний пішак · f7 чорний пішак · g7 чорний пішак · h7 чорний пішак · f6 чорний кінь · d4 білий пішак · e4 чорний пішак · c3 білий кінь · f3 білий пішак · a2 білий пішак · b2 білий пішак · c2 білий пішак · g2 білий пішак · h2 білий пішак · a1 біла тура · c1 білий слон · d1 білий ферзь · e1 білий король · f1 білий слон · g1 білий кінь · h1 біла тура | 3 |
| 2 | a8 чорна тура · b8 чорний кінь · c8 чорний слон · d8 чорний ферзь · e8 чорний король · f8 чорний слон · h8 чорна тура · a7 чорний пішак · b7 чорний пішак · c7 чорний пішак · e7 чорний пішак · f7 чорний пішак · g7 чорний пішак · h7 чорний пішак · f6 чорний кінь · d4 білий пішак · e4 чорний пішак · c3 білий кінь · f3 білий пішак · a2 білий пішак · b2 білий пішак · c2 білий пішак · g2 білий пішак · h2 білий пішак · a1 біла тура · c1 білий слон · d1 білий ферзь · e1 білий король · f1 білий слон · g1 білий кінь · h1 біла тура | a8 чорна тура · b8 чорний кінь · c8 чорний слон · d8 чорний ферзь · e8 чорний король · f8 чорний слон · h8 чорна тура · a7 чорний пішак · b7 чорний пішак · c7 чорний пішак · e7 чорний пішак · f7 чорний пішак · g7 чорний пішак · h7 чорний пішак · f6 чорний кінь · d4 білий пішак · e4 чорний пішак · c3 білий кінь · f3 білий пішак · a2 білий пішак · b2 білий пішак · c2 білий пішак · g2 білий пішак · h2 білий пішак · a1 біла тура · c1 білий слон · d1 білий ферзь · e1 білий король · f1 білий слон · g1 білий кінь · h1 біла тура | a8 чорна тура · b8 чорний кінь · c8 чорний слон · d8 чорний ферзь · e8 чорний король · f8 чорний слон · h8 чорна тура · a7 чорний пішак · b7 чорний пішак · c7 чорний пішак · e7 чорний пішак · f7 чорний пішак · g7 чорний пішак · h7 чорний пішак · f6 чорний кінь · d4 білий пішак · e4 чорний пішак · c3 білий кінь · f3 білий пішак · a2 білий пішак · b2 білий пішак · c2 білий пішак · g2 білий пішак · h2 білий пішак · a1 біла тура · c1 білий слон · d1 білий ферзь · e1 білий король · f1 білий слон · g1 білий кінь · h1 біла тура | a8 чорна тура · b8 чорний кінь · c8 чорний слон · d8 чорний ферзь · e8 чорний король · f8 чорний слон · h8 чорна тура · a7 чорний пішак · b7 чорний пішак · c7 чорний пішак · e7 чорний пішак · f7 чорний пішак · g7 чорний пішак · h7 чорний пішак · f6 чорний кінь · d4 білий пішак · e4 чорний пішак · c3 білий кінь · f3 білий пішак · a2 білий пішак · b2 білий пішак · c2 білий пішак · g2 білий пішак · h2 білий пішак · a1 біла тура · c1 білий слон · d1 білий ферзь · e1 білий король · f1 білий слон · g1 білий кінь · h1 біла тура | a8 чорна тура · b8 чорний кінь · c8 чорний слон · d8 чорний ферзь · e8 чорний король · f8 чорний слон · h8 чорна тура · a7 чорний пішак · b7 чорний пішак · c7 чорний пішак · e7 чорний пішак · f7 чорний пішак · g7 чорний пішак · h7 чорний пішак · f6 чорний кінь · d4 білий пішак · e4 чорний пішак · c3 білий кінь · f3 білий пішак · a2 білий пішак · b2 білий пішак · c2 білий пішак · g2 білий пішак · h2 білий пішак · a1 біла тура · c1 білий слон · d1 білий ферзь · e1 білий король · f1 білий слон · g1 білий кінь · h1 біла тура | a8 чорна тура · b8 чорний кінь · c8 чорний слон · d8 чорний ферзь · e8 чорний король · f8 чорний слон · h8 чорна тура · a7 чорний пішак · b7 чорний пішак · c7 чорний пішак · e7 чорний пішак · f7 чорний пішак · g7 чорний пішак · h7 чорний пішак · f6 чорний кінь · d4 білий пішак · e4 чорний пішак · c3 білий кінь · f3 білий пішак · a2 білий пішак · b2 білий пішак · c2 білий пішак · g2 білий пішак · h2 білий пішак · a1 біла тура · c1 білий слон · d1 білий ферзь · e1 білий король · f1 білий слон · g1 білий кінь · h1 біла тура | a8 чорна тура · b8 чорний кінь · c8 чорний слон · d8 чорний ферзь · e8 чорний король · f8 чорний слон · h8 чорна тура · a7 чорний пішак · b7 чорний пішак · c7 чорний пішак · e7 чорний пішак · f7 чорний пішак · g7 чорний пішак · h7 чорний пішак · f6 чорний кінь · d4 білий пішак · e4 чорний пішак · c3 білий кінь · f3 білий пішак · a2 білий пішак · b2 білий пішак · c2 білий пішак · g2 білий пішак · h2 білий пішак · a1 біла тура · c1 білий слон · d1 білий ферзь · e1 білий король · f1 білий слон · g1 білий кінь · h1 біла тура | a8 чорна тура · b8 чорний кінь · c8 чорний слон · d8 чорний ферзь · e8 чорний король · f8 чорний слон · h8 чорна тура · a7 чорний пішак · b7 чорний пішак · c7 чорний пішак · e7 чорний пішак · f7 чорний пішак · g7 чорний пішак · h7 чорний пішак · f6 чорний кінь · d4 білий пішак · e4 чорний пішак · c3 білий кінь · f3 білий пішак · a2 білий пішак · b2 білий пішак · c2 білий пішак · g2 білий пішак · h2 білий пішак · a1 біла тура · c1 білий слон · d1 білий ферзь · e1 білий король · f1 білий слон · g1 білий кінь · h1 біла тура | 2 |
| 1 | a8 чорна тура · b8 чорний кінь · c8 чорний слон · d8 чорний ферзь · e8 чорний король · f8 чорний слон · h8 чорна тура · a7 чорний пішак · b7 чорний пішак · c7 чорний пішак · e7 чорний пішак · f7 чорний пішак · g7 чорний пішак · h7 чорний пішак · f6 чорний кінь · d4 білий пішак · e4 чорний пішак · c3 білий кінь · f3 білий пішак · a2 білий пішак · b2 білий пішак · c2 білий пішак · g2 білий пішак · h2 білий пішак · a1 біла тура · c1 білий слон · d1 білий ферзь · e1 білий король · f1 білий слон · g1 білий кінь · h1 біла тура | a8 чорна тура · b8 чорний кінь · c8 чорний слон · d8 чорний ферзь · e8 чорний король · f8 чорний слон · h8 чорна тура · a7 чорний пішак · b7 чорний пішак · c7 чорний пішак · e7 чорний пішак · f7 чорний пішак · g7 чорний пішак · h7 чорний пішак · f6 чорний кінь · d4 білий пішак · e4 чорний пішак · c3 білий кінь · f3 білий пішак · a2 білий пішак · b2 білий пішак · c2 білий пішак · g2 білий пішак · h2 білий пішак · a1 біла тура · c1 білий слон · d1 білий ферзь · e1 білий король · f1 білий слон · g1 білий кінь · h1 біла тура | a8 чорна тура · b8 чорний кінь · c8 чорний слон · d8 чорний ферзь · e8 чорний король · f8 чорний слон · h8 чорна тура · a7 чорний пішак · b7 чорний пішак · c7 чорний пішак · e7 чорний пішак · f7 чорний пішак · g7 чорний пішак · h7 чорний пішак · f6 чорний кінь · d4 білий пішак · e4 чорний пішак · c3 білий кінь · f3 білий пішак · a2 білий пішак · b2 білий пішак · c2 білий пішак · g2 білий пішак · h2 білий пішак · a1 біла тура · c1 білий слон · d1 білий ферзь · e1 білий король · f1 білий слон · g1 білий кінь · h1 біла тура | a8 чорна тура · b8 чорний кінь · c8 чорний слон · d8 чорний ферзь · e8 чорний король · f8 чорний слон · h8 чорна тура · a7 чорний пішак · b7 чорний пішак · c7 чорний пішак · e7 чорний пішак · f7 чорний пішак · g7 чорний пішак · h7 чорний пішак · f6 чорний кінь · d4 білий пішак · e4 чорний пішак · c3 білий кінь · f3 білий пішак · a2 білий пішак · b2 білий пішак · c2 білий пішак · g2 білий пішак · h2 білий пішак · a1 біла тура · c1 білий слон · d1 білий ферзь · e1 білий король · f1 білий слон · g1 білий кінь · h1 біла тура | a8 чорна тура · b8 чорний кінь · c8 чорний слон · d8 чорний ферзь · e8 чорний король · f8 чорний слон · h8 чорна тура · a7 чорний пішак · b7 чорний пішак · c7 чорний пішак · e7 чорний пішак · f7 чорний пішак · g7 чорний пішак · h7 чорний пішак · f6 чорний кінь · d4 білий пішак · e4 чорний пішак · c3 білий кінь · f3 білий пішак · a2 білий пішак · b2 білий пішак · c2 білий пішак · g2 білий пішак · h2 білий пішак · a1 біла тура · c1 білий слон · d1 білий ферзь · e1 білий король · f1 білий слон · g1 білий кінь · h1 біла тура | a8 чорна тура · b8 чорний кінь · c8 чорний слон · d8 чорний ферзь · e8 чорний король · f8 чорний слон · h8 чорна тура · a7 чорний пішак · b7 чорний пішак · c7 чорний пішак · e7 чорний пішак · f7 чорний пішак · g7 чорний пішак · h7 чорний пішак · f6 чорний кінь · d4 білий пішак · e4 чорний пішак · c3 білий кінь · f3 білий пішак · a2 білий пішак · b2 білий пішак · c2 білий пішак · g2 білий пішак · h2 білий пішак · a1 біла тура · c1 білий слон · d1 білий ферзь · e1 білий король · f1 білий слон · g1 білий кінь · h1 біла тура | a8 чорна тура · b8 чорний кінь · c8 чорний слон · d8 чорний ферзь · e8 чорний король · f8 чорний слон · h8 чорна тура · a7 чорний пішак · b7 чорний пішак · c7 чорний пішак · e7 чорний пішак · f7 чорний пішак · g7 чорний пішак · h7 чорний пішак · f6 чорний кінь · d4 білий пішак · e4 чорний пішак · c3 білий кінь · f3 білий пішак · a2 білий пішак · b2 білий пішак · c2 білий пішак · g2 білий пішак · h2 білий пішак · a1 біла тура · c1 білий слон · d1 білий ферзь · e1 білий король · f1 білий слон · g1 білий кінь · h1 біла тура | a8 чорна тура · b8 чорний кінь · c8 чорний слон · d8 чорний ферзь · e8 чорний король · f8 чорний слон · h8 чорна тура · a7 чорний пішак · b7 чорний пішак · c7 чорний пішак · e7 чорний пішак · f7 чорний пішак · g7 чорний пішак · h7 чорний пішак · f6 чорний кінь · d4 білий пішак · e4 чорний пішак · c3 білий кінь · f3 білий пішак · a2 білий пішак · b2 білий пішак · c2 білий пішак · g2 білий пішак · h2 білий пішак · a1 біла тура · c1 білий слон · d1 білий ферзь · e1 білий король · f1 білий слон · g1 білий кінь · h1 біла тура | 1 |
|   | a | b | c | d | e | f | g | h |   |

### Продовження 3. …d5:e4
- 4. Сc1-g5 — з перестановкою ходів веде до  польського гамбіту. Надалі можливий перехід до варіантів  системи Вересова.
- 4. f2-f3 — основна лінія дебюту, що веде до складної комбінаційної боротьби (див. діаграму).
  - 4. …e7-e5? — хід, що веде до програшу при продовженні 5. d4:e5 Фd8:d1+ 6. Крe1:d1 Кf6-d7 7. Кc3-d5! Крe8-d8 8. Сc1-g5+ f7-f6 9. e5:f6 g7:f6 10. Кd5:f6 Сf8-e7 11. Кf6:e4.
  - 4. …Сc8-f5 — хід, який вважається для чорних ризикованим.
  - 4. …e4:f3 — найбільш поширене продовження. Далі можливо:
    - 5. Фd1:f3!?
      - 5. …Фd8:d4!? 6. Сc1-e3 Фd4-g4 7. Фf3-f2 e7-e5.
      - 5. …с7-с6 6. Сf1-d3 Сc8-g4 7. Фf3-f2 e7-e6 8. h2-h3.

    - 5. Кg1:f3 — класичне продовження.
      - 5. …e7-e6 — захист  Ейве.
      - 5. …g7-g6 6. Cf1-c4 Сf8-g7.
      - 5. …Сc8-f5 6. Кf3-e5 e7-e6 7. g2-g4 Кf6-e4!.
      - 5. …Сc8-g4 6. h2-h3 Сg4:f3 7. Фd1:f3 c7-c6 8. Сc1-e3 e7-e6 9. Сf1-d3 Кb8-d7 10. 0—0 Сf7-e7 11. Лf1-f2 0—0 12. Лa1-f1 — зі складною боротьбою.

### Інші варіанти
- 3. …e7-e6 — з перестановкою ходів веде до  французького захисту.
- 3. …e7-e5 — лемберзький контргамбіт.
- 3. …c7-c6 — з перестановкою ходів веде до  захисту Каро - Канн. Сформована позиція розцінюється теорією не на користь чорних.
- 3. …c7-c5!? 4. e4-e5 Кf6-d7 — з перестановкою ходів веде до  захисту Алехіна. Далі можливо 5. f2-f4 e7-e6, зводячи гру до французького захисту.
- 3. …Кf6:e4 4. Кc3:e4 d5:e4 5. Сf1-c4! — з атакою у білих.

## Приклад
Еміль Димер - Герман Халозар, 1934
1. d2-d4 d7-d5 2. e2-e4 d5:e4 3. Кb1-c3 Кg8-f6 4. f2-f3 exf3 5. Фxf3 Фxd4 6. Сe3 Фb4 7. 0—0—0 Сg4? 8. Кb5! Кa6 9. Фxb7 Лc8 10. Фxa6 1-0.